# محيط (أغنية)
محيط (بالإنجليزية: Ocean)‏ هي أغنية للمنتج الموسيقي الهولندي ودي جي مارتن غاركس، ومن غناء المغني وكاتب الأغاني الأمريكي خاليد. كتبها خاليد ودواين وايتمور وإلسي جوبر وأنتجها كل من غاركس وجورجيو توينفورت. صدرت بواسطة ستمبد ركردز في 15 يونيو 2018، إلى جانب الفيديو الموسيقي الخاص بها.